# Anders Liljefors (spelman)
Erik Ivar Anders Liljefors, född 10 oktober 1928 i Österunda församling, Uppsala län, död 2 juli 2021, är en svensk riksspelman (fiol) och nyckelharpist.

## Diskografi

### Medverkar
- 1971 – Mungalåten av Mälarkvartetten.[5]

- 2000 – Ärkemässan  av Stefanoskören.[6]

## Utmärkelser
- 1988 – Zornmärket i silver på fiol med kommentaren "För stilfullt och traditionsrikt spel av upplandslåtar på fiol".[7]
- 1999 – Uplands spelmansförbunds guldmärke.
- 2001 – Zornmärket i guld på fiol med kommentaren "för mästerligt och stilfullt spel av upplandslåtar på fiol".